# La Serna (La Ercina)
La Serna es una localidad española que forma parte del municipio de La Ercina, en la provincia de León, comunidad autónoma de Castilla y León.

## Geografía

### Ubicación
| Noroeste: La Ercina              | Norte: La Ercina            | Noreste: Yugueros                |
| Oeste: Fresnedo de Valdellorma   |                             | Este: San Pedro de Foncollada    |
| Suroeste Fresnedo de Valdellorma | Sur: Palacio de Valdellorma | Sureste: San Pedro de Foncollada |

## Demografía
Evolución de la población
| Gráfica de evolución demográfica de La Serna entre 2000 y 2017     |
|                                                                    |
| Población de derecho (2000-2017) según el padrón municipal del INE |